# Advance (Carolina del Norte)
Advance es un lugar designado por el censo ubicado en el condado de Davie en el estado estadounidense de Carolina del Norte. La población oficial de Advance "común" es reconocida como 10.762, pero la población real de Avance "adecuada" se sabe que es mucho más baja.
Si bien sigue siendo la localidad de Advance no constituidas en sociedad, se reconoce por el Servicio Postal de los EE. UU. en el código postal 27006. 

## Progreso
La localidad Advance ha crecido a un ritmo acelerado en los últimos 10 años, con un desarrollo evolutivo de una localidad rural en una comunidad suburbana del dormitorio más Clemmons y Winston-Salem. 

## Origen del Nombre
Existen varias cuentas para el origen del nombre de la ciudad. Algunos sugieren que el nombre se deriva del nombre de un residente popular y esclavo liberto, Addington Vance. Otras cuentas sugieren que la comunidad fue nombrada por los residentes que espera que con la adición de una oficina de correos, la comunidad antelación. Sin embargo, otra posibilidad es que la ciudad fue nombrada después de que el bloqueo de la Confederación vapor "Advance", que se refiere comúnmente como la Vance AD.